# House House
House House é uma desenvolvedora de jogos eletrônicos independente sediada em Melbourne, Austrália. Ela é conhecida por seus jogos Push Me Pull You (2016) e Untitled Goose Game (2019). O estúdio é composto por quatro pessoas, seus também fundadores Nico Disseldorp, Jake Strasser, Stuart Gillespie-Cook e Michael McMaster.
Seu primeiro jogo, Push Me Pull You, foi lançado para PlayStation 4 em 3 de maio de 2016 e para PC em 12 de julho de 2016. Em 2017, um trailer de jogabilidade de Untitled Goose Game se tornou viral, levando a empresa a assinar um contrato de publicação do jogo com a Panic Inc. O jogo foi lançado em 20 de setembro de 2019 para Nintendo Switch, Windows e macOS, com versões para PlayStation 4 e Xbox One lançadas em 17 de dezembro do mesmo ano. Untitled Goose Game foi um sucesso comercial, liderando a lista de jogos com mais downloads momentaneamente na Austrália, no Reino Unido e nos Estados Unidos.
Em janeiro de 2020, a House House confirmou que doaria 1% de seus lucros para o movimento Pay the Rent, em reconhecimento de que desenvolvem seus jogos em "terra Wurundjeri roubada."

## Jogos desenvolvidos
| Ano  | Título              | Plataformas                                              | Publicadora |
| ---- | ------------------- | -------------------------------------------------------- | ----------- |
| 2016 | Push Me Pull You    | Windows, macOS, Linux, PlayStation 4                     | House House |
| 2019 | Untitled Goose Game | Windows, macOS, PlayStation 4, Xbox One, Nintendo Switch | Panic Inc.  |